# Mine de Roșia Poieni
La mine de Roșia Poieni est une mine à ciel ouvert de cuivre située le județ d'Alba en Roumanie. Elle est la plus grande mine de cuivre du pays.
Son bassin de décantation a totalement englouti le village de Geamana (de) 46° 19′ 41″ N, 23° 12′ 36″ E